# Samsung Galaxy Tab 7.0 Plus
La Samsung Galaxy Tab 7.0 Plus (GT-P6200[L]) fue una tableta de una serie de tabletas basadas en Android producidas por Samsung, presentada en octubre de 2011.
Pertenece a la primera generación midlife de la serie Samsung Galaxy Tab, que consta de dos modelos de 10,1 pulgadas, uno de 8,9 pulgadas, uno de 7,0 pulgadas y otro de 7,7 pulgadas respectivamente.
Se considera que el Samsung Galaxy Tab 7.0 Plus es más una actualización, incluso por parte de Samsung, que un sucesor del Samsung Galaxy Tab 7.0 original.